# Phyllis Douglas
Phyllis Theresa Douglas (geb. Callow, * 24. Juli 1936 in Los Angeles, Kalifornien, Vereinigte Staaten; † 12. Mai 2010 in Palm Springs, Kalifornien, Vereinigte Staaten) war eine US-amerikanische Schauspielerin.

## Leben
Phyllis Douglas war vorwiegend in den späten 1950er und 1960er Jahren aktiv. Ihre erste Rolle war schon als Dreijährige in Vom Winde verweht.
Phyllis Douglas ist die Tochter von Ridgeway Callow und Margaret (Peggy) Hesser geb. Watts. Auch ihre Eltern waren beim Film. Ihr Vater als Regieassistent, unter anderem in
Vom Winde verweht aus dem Jahr 1939, ihre Mutter Peggy Watts hatte kleine Rollen in Filmen.

## Filmografie
- 1939: Vom Winde verweht (Gone with the Wind)
- 1948: Rebellion im grauen Haus (Canon City)
- 1957: Schicksalsmelodie (The Joker Is Wild)
- 1957: Das Land des Regenbaums (Raintree County)
- 1957: Land ohne Männer (Until They Sail)
- 1958: Handle with Care
- 1958: Andy Hardy Comes Home
- 1959: Erinnerung einer Nacht (Night of the Quarter Moon)
- 1959: Die Haltlosen (The Beat Generation)
- 1959: Blonde Locken – scharfe Krallen (Girls Town)
- 1960: Cimarron
- 1961: Atlantis, der verlorene Kontinent (Atlantis, the Lost Continent)
- 1965: Sally and Sam (Fernsehfilm)
- 1967: Batman (Fernsehserie, 2 Episoden)
- 1967–1969: Raumschiff Enterprise (Star Trek, Fernsehserie, 2 Episoden)
- 1971: Medical Center (Fernsehserie, 1 Episode)
- 1971: Missouri (Wild Rovers)